# Pasinler (district)
Pasinler is een Turks district in de provincie Erzurum en telt 34.453 inwoners (2007). Het district heeft een oppervlakte van 1256,6 km². Hoofdplaats is Pasinler.
De bevolkingsontwikkeling van het district is weergegeven in onderstaande tabel.
| 1997   | 2000   | 2007   |
| ------ | ------ | ------ |
| 48.358 | 44.663 | 34.453 |